# Thoralf Bennert
Thoralf Bennert (* 18. Juni 1965 in Frankfurt (Oder)) ist ein ehemaliger deutscher Fußballspieler. Für den FC Vorwärts Frankfurt/O. spielte er in der DDR-Oberliga, für den FC Carl Zeiss Jena in der 2. Bundesliga.

## Sportliche Laufbahn

### Jugend in Frankfurt/Oder und Start im Männerfußball beim FC Vorwärts
Bennert kam 1975 von der Betriebssportgemeinschaft (BSG) Halbleiterwerk Frankfurt/Oder zum Fußballclub der Armeesportvereinigung Vorwärts, dem FC Vorwärts Frankfurt/Oder. Nachdem er für den Männerbereich spielberechtigt geworden war, spielte er zunächst mit der 2. Mannschaft des FC Vorwärts in der drittklassigen Bezirksliga Frankfurt. Mit ihr wurde er 1984 Bezirksmeister und stieg in die DDR-Liga auf.
In der Saison 1984/85 für den Kader der Oberligamannschaft nominiert, kam der 1,78 Meter große Bennert in dieser Spielzeit dreimal als Einwechselspieler zum Einsatz. Sein erstes Spiel in der höchsten Spielklasse des DDR-Fußballs bestritt er noch als Schüler am 27. Oktober 1984 in der Begegnung des 9. Spieltages FC Vorwärts – Stahl Brandenburg (1:1) wurde er in der 67. Minute eingewechselt. Auch 1985/86 kam er über die Rolle des Ersatzspielers nicht hinaus und wurde in sieben Oberligaspielen entweder ein- oder ausgewechselt. Inzwischen war er Militärangehöriger geworden und bekleidete den Rang einen Unteroffiziers. Erst mit der Saison 1986/87 konnte er sich mit 23 Oberligaeinsätzen als Stammspieler im Mittelfeld etablieren. Auch in seiner Armeelaufbahn war er mit der Beförderung zum Feldwebel erfolgreich. 1987/88 konnte er seine Einsatzquote noch auf 25 Erstligaeinsätze steigern, am Ende der Saison stand der FC Vorwärts jedoch als Absteiger fest.
In der DDR-Liga-Saison 1988/89 verpassten die Armeefußballer mit Staffelplatz 3 den Wiederaufstieg, dieser gelang erst 1990. In seinen beiden Zweitligajahren konnte Bennert mit 57 von 68 Punktspieleinsätzen seinen Stammplatz behaupten und gehörte im Aufstiegsjahr mit zehn Toren zu den treffsichersten Spielern seiner Mannschaft. Inzwischen hatte 1989 in der DDR die politische Wende stattgefunden, die auch Auswirkungen auf den DDR-Fußball hatte. Am 1. Dezember 1990 bestritt Bennert in der Begegnung FC Berlin, dem zum Jahresbeginn umbenannten BFC Dynamo gegen FC Vorwärts (1:1) sein letztes Spiel als Armeefußballer. Am 14. Februar 1991 wandelte sich der Armeeclub in den bürgerlichen Verein FC Viktoria 91 Frankfurt/O. So bestritt Bennert in der Saison 1990/91, der letzten Spielzeit der DDR-Oberliga, 13 Spiele für den FC Vorwärts und 10 Spiele für den Nachfolgeverein FC Victoria 91. Damit war er auf insgesamt 81 Oberligaspiele gekommen, in denen er sechs Tore erzielt hatte.

### Vom 1. FC Union Berlin bis Holstein Kiel
In der Saison 1990/91 hatten die Frankfurter die Möglichkeit, sich für den Berufsfußball zu qualifizieren. Als Letzter der Oberliga musste der FC Victoria jedoch 1991 in die Amateur-Oberliga antreten. Dies nahm Bennert zum Anlass, die Stadt an der Oder zu verlassen und unterschrieb einen Vertrag beim 1. FC Union Berlin, der sich über die DDR-Liga für die NOFV-Amateur-Oberliga qualifiziert hatte. 1994 wurde Union überlegener Staffelsieger, musste aber wegen Lizenzentzug anschließend in der neuen drittklassigen Regionalliga antreten. Bis 1995 bestritt Bennert für Union 109 von 134 möglichen Oberliga- und Regionalligaspielen. Insgesamt kam er auf 134 Pflichtspiele mit 36 Toren.
Nachdem Bennert 1995 mit Union 3. der Regionalliga geworden war, schloss er sich für zwei Jahre dem FC Carl Zeiss Jena an, der in die 2. Bundesliga aufgestiegen war. In Jena war er lediglich Ergänzungsspieler, bestritt nur vier Punktspiele über 90 Minuten und stand nur 17-mal in der Startelf. In den beiden Spielzeiten 1995/96 und 1996/97 wurde er als Mittelfeldakteur in 42 Punktspielen (drei Tore) und in einem Pokalspiel eingesetzt. Anschließend ging Bennert zurück in die Regionalliga und spielte zwei weitere Jahre für Eintracht Braunschweig. Dort kam er von 1996 bis 1998 in 43 von 68 Punktspielen zum Einsatz und erzielte dabei acht Tore. In der Saison 1999/2000 spielte der inzwischen 34 Jahre alte Bennert beim Regionalligisten Holstein Kiel, wo er in 18 von 34 Punktspielen eingesetzt wurde.

### Auswahleinsätze
In der ostdeutschen U-16-Auswahl, für die er zwölf Spiele bestritt, kam er früh zu internationalen Ehren. In der Qualifikation zur 1. U-16-EM scheiterte das Team des DFV im Frühjahr 1982 aber an den Altersgenossen vom DFB. Weitere sieben Auswahlspiele absolvierte er für die U-18-DDR-Nationalelf. Der Sprung zur Junioren-EM 1983 gelang den ostdeutschen Kickern um Bennert, Holger Hünsche und Ulf Kirsten nicht.

## Trainerlaufbahn
Im Sommer 2000 beendete Bennert seine Laufbahn als Leistungssportler. Er ließ sich in der Magdeburger Börde nieder und wurde Spielertrainer beim TSV Völpke in der Verbandsliga Sachsen-Anhalt. 2004 führte er seine Mannschaft zum Gewinn des Landespokals und 2006 zur Landesmeisterschaft und zum Aufstieg in die damals viertklassige Oberliga. Im gleichen Jahr beendete er endgültig seine Laufbahn als Fußballspieler, blieb aber bis 2013 als Trainer beim TSV Völpke tätig. Im September 2014 übernahm Bennert das Traineramt beim Bezirksligisten FSV Schöningen.